# Белфиоре (Верона)
Белфиоре (итал. Belfiore) је насеље у Италији у округу Верона, региону Венето.
Према процени из 2011. у насељу је живело 2360 становника. Насеље се налази на надморској висини од 23 м.

## Становништво
| 1931. | 1936. | 1951. | 1961. | 1971. | 1981. | 1991. | 2001. | 2011. |
| ----- | ----- | ----- | ----- | ----- | ----- | ----- | ----- | ----- |
| 3.169 | 2.472 | 2.923 | 2.903 | 2.663 | 2.662 | 2.623 | 2.645 | 3.008 |